# Xiuladora de Vogelkop
La xiuladora de Vogelkop (Pachycephala meyeri) és un ocell de la família dels paquicefàlids (Pachycephalidae).

## Hàbitat i distribució
Habita els boscos de les muntanyes Arfak i Tamrau, a l'oest de Nova Guinea.